# گائچا دو نورته
گائچا دو نورته (به پرتغالی: Gaúcha do Norte) یک منطقهٔ مسکونی در برزیل است که در ماتو گروسو واقع شده‌است. گائچا دو نورته ۷٬۷۸۲ نفر جمعیت دارد.